# 雲泉站 (京畿道)
雲泉站（：／ Uncheon yeok */?）是首都圈京義中央線沿線的一座鐵路車站，位於韓國京畿道坡州市文山邑。
受Covid-19疫情影響，和平列車無限期停駛，此站曾暫停提供服務，直至2022年12月17日京義中央線增設此站為止，並改用新站舍。

## 車站構造
側式月台1面1線的地面車站。

### 月台配置
| ↑ 文山   |
|          |
| 臨津江 ↓ |

| 月台 | 路線                  | 目的地           |
| ---- | --------------------- | ---------------- |
| 月台 | 首都圈電鐵京義·中央綫 | 臨津江、文山方向 |

## 歷史
- 2004年10月31日：臨時站開業。
- 2014年5月1日：通勤列車運行停止。
- 2014年5月4日：和平列車運行開始。
- 2022年12月17日：京義中央線的文山-臨津江穿梭列車增設此站，並改用新站舍。

## 相鄰車站
韓國鐵道公社
京義線
文山－雲泉－臨津江